# 強勢體育會
強勢足球會（Keong Sai）是澳門足球會，位于澳門特別行政區。是2006-07賽季澳門甲組足球聯賽的參賽球隊，但是強勢足球隊兩場聯賽未能出席比賽，被澳門足縂取消比賽資格並處以禁賽2年。

## 退出聯賽
2007年3月12日由於強勢兩場聯賽未能出席比賽，經澳門聯賽競賽小組召開會議決定取消強勢比賽資格。原定聯賽中退出參賽或被取消比賽資格的球隊，積分全部取消(但因於賽事進行超過一半，則積分保留；其後未賽的賽事，則作負0:3)。

## 球員名單（2006/07）
|  | - 1 何志洪 - 3 黃德彪 - 4 戴文富 - 6 霍英傑 - 7 曾逸逍 - 8 林偉業 - 9 黃盛 - 10 鍾啟剛 - 11 蔡國偉 |  | - 12 黃志達 - 13 廖志遠 - 15 黃俊誠 - 16 杜國强 - 18 盧子雋 - 19 詹耀杉 - 21 李啓邦 - 周錦燦 - 張柏燊 |

## 外部連結
- 澳門足球總會 Macau Football Association （页面存档备份，存于）